# Artacamella hancocki
Artacamella hancocki är en ringmaskart som beskrevs av Hartman 1955. Artacamella hancocki ingår i släktet Artacamella och familjen Trichobranchidae. Inga underarter finns listade i Catalogue of Life.